# Stereo Imaging Channel
Lo Stereo Imaging Channel (STC) è uno dei canali, di responsabilità italiana, dello strumento SIMBIO-SYS, la suite di imaging a bordo della missione BepiColombo per Mercurio. 

## Disegno ottico

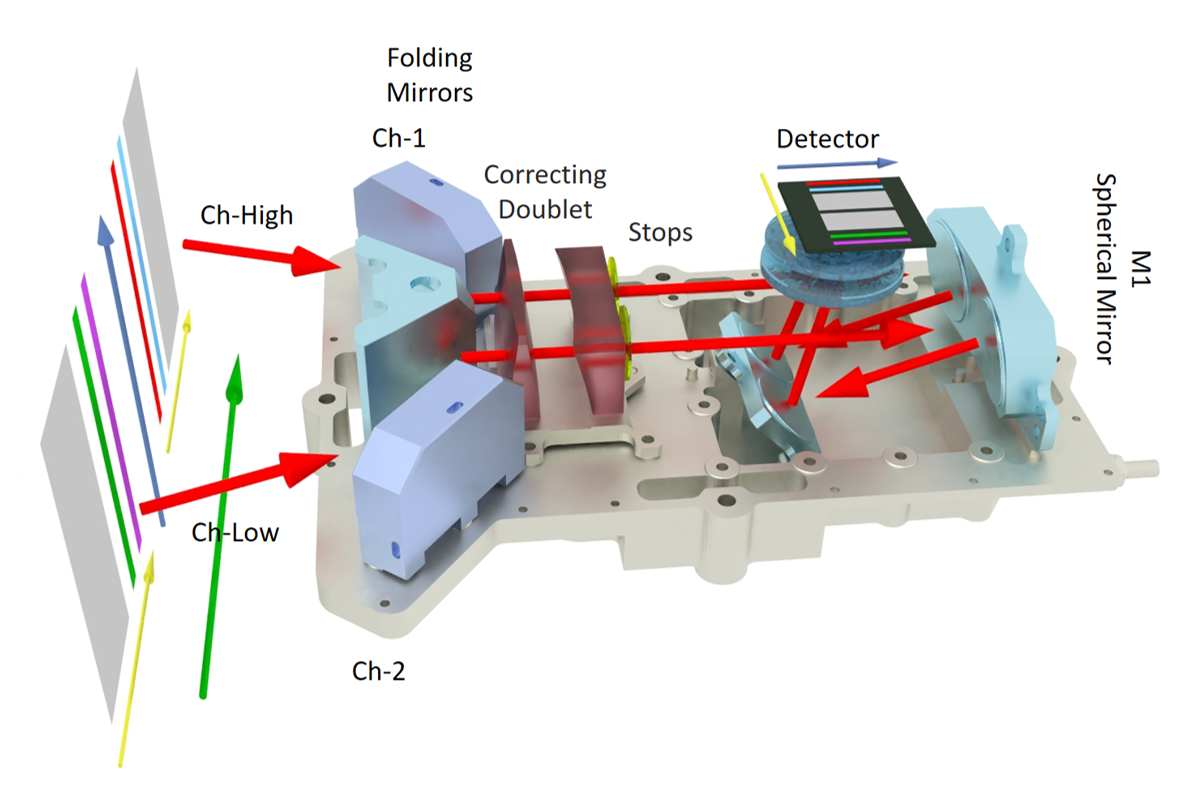
Cammino ottico di STC. A sinistra i due canali divergenti che guardano verso il pianeta, a destra la testa ottica off-axis.

Un sistema ottico divergentein grado di acquisire immagini in maniera sincrona sia in direzione orbitale che in verso opposto, permettendo, in questo modo ,di avere due prospettive diverse dello stesso target e di applicare fotogrammetria. 
Lo strumento, grazie a un gioco di folding mirror, ha un'unica testa ottica (un telescopio di Schmidt modificato) che permette di ottimizzare massa e volume (riducendo di un fattore due la dimensione dello strumento rispetto a una configurazione non off-axis). Dall’altro lato la scelta off-axis evita l’utilizzo di strutture interne allo strumento (quali spider) garantendo un’alta MTF e allontana il rischio della presenza di ghost o altri tipi di straylight che vengono spostati nella regione non sensibile del detector.
Con una focale di 95.2 mm lo strumento preserva una distorsione inferiore a 0.3% ovvero 1.6 px nonostante la dilatazione termo-elastica dovuta all’orbita del satellite. Tale distorsione verrà modellata tramite Modelli Razionali (modelli di distorsione molto duttili in genere utilizzati per camere fish eye).
Il canale, di responsabilità dello Osservatorio di Padova, è stato costruito e calibrato presso la Leonardo e il CNR-IFN di Padova.

## Strategia osservativa
STC acquisirà immagini del pianeta in maniera continua durante i primi dei mesi di missione attorno a Mercurio garantendo una copertura del pianeta del 100% ( a dispetto di quanto fornito dalla missione Messenger). 
Per raggiungere questo scopo sfrutterà la rotazione di Mercurio mettendosi in un’orbita polare e stabilizzata su 3 assi in modo da poter scansionare la superficie con i suoi canali ogni 0.58° di longitudine e mantenendo un overlapping minimo del 10% tra un'orbita e l’altra. 
Terminata la fase di Global Mapping l’utilizzo filtri a banda larga potranno essere utilizzato per l’acquisizione di target precisi sfruttando 4 filtri a colori centrati sulle lunghezze d’onda 420,550,750 e 920 nm.